# Willie Morrison
William Morrison, detto Willie (Edimburgo, 31 marzo 1934 – 2001), è stato un calciatore scozzese, di ruolo centrocampista.

## Carriera
Dopo aver trascorso la stagione 1950-1951 con i dilettanti scozzesi del Merchiston Thistle diventa professionista all'età di 17 anni trasferendosi in Inghilterra per giocare al Sunderland, club della prima divisione inglese; per un triennio gioca esclusivamente con le riserve, giocando la sua prima partita di campionato il 2 aprile 1955, in un pareggio casalingo per 1-1 contro il Leicester City. Nella stagione 1955-1956 gioca invece 5 partite di campionato, aggiungendone poi altre 13 nella stagione 1956-1957; rimane poi ai Black Cats anche per l'intera stagione 1957-1958, nella quale non scende però mai in campo.
Nell'estate del 1958 scende in terza divisione al Southend Utd; con gli Shrimps nell'arco di due stagioni segna in tutto 4 reti (le sue uniche in carriera in campionati professionistici) in 60 partite di campionato giocate, tutte in questa categoria. Va poi a chiudere la carriera ai semiprofessionisti del Bedford Town.
In carriera ha totalizzato complessivamente 79 presenze e 4 reti nei campionati della Football League.